# Einhegung von Hindwell
Die Einhegung von Hindwell (englisch Hindwell Enclosure) ist der Standort eines Timber Circles. Er liegt nördlich von Old Radnor bei Kington in Powys in Wales.
Das spätneolithische Gehege von Hindwell, das von seinem Typ her von großer Bedeutung ist, wurde 1995 auf Luftaufnahmen entdeckt. Seine monumentale Größe machte eine Untersuchung unerlässlich. 1995 wurde eine kleine Ausgrabung rund um die Hindwell Farm durchgeführt, um die Beschaffenheit des Geländes zu ermitteln und Datierungshinweise zu erhalten. Die Ausgrabung ergab, dass die Einfriedung aus einer Reihe von dicht gesetzten Pfosten bestand. In jeder Pfostengrube befanden sich die teilweise verkohlten Reste eines großen Eichenstammes mit durchschnittlich 0,8 m Durchmesser. Bei den Ausgrabungen wurden keine Artefakte gefunden, aber zwei Radiokarbondaten der äußeren Wachstumsringe der Pfosten zeigten ein Konstruktionsdatum um 2700 v. Chr. Etwa 1400 ausgewachsene Eichen mit einer Höhe von 6,0 Metern wurden in einem Oval von etwa 400 m Durchmesser aufgestellt, das etwa 2350 m Umfang hat.

## Kontext
Neolithische Systeme aus Gräben, Böschungen und seltener Palisaden machen den Großteil europäischer Einhegungen aus. Reine Palisadengehege sind bisher eher die Ausnahme, vor allem so monumentale wie Hindwell. Was aus der Luft als Eingrabensystem interpretiert werden könnte, entpuppte sich als „megadendritische“ Struktur.
Der Timber Circle von Walton Court liegt in Old Radnor, nördlich der A44.